# Petra Vojtková
Petra Vojtková (* 26. října 1987 Brno), rozená Vraspírová, je česká herečka, zpěvačka a moderátorka.

## Vzdělání
Narodila se v Brně. V letech 1999–2003 studovala Taneční konzervatoř Brno, roku 2007 odmaturovala na Střední škole uměleckomanažerské. V roce 2011 vystudovala muzikálové herectví na Divadelní fakultě Janáčkovy akademie múzických umění v Brně.

## Divadlo
Bezprostředně po absolutoriu získala angažmá v Divadle Josefa Kajetána Tyla v Plzni, kde se stala sólistkou souboru operety a muzikálu. Zde byla v angažmá do roku 2016, do divadla se nicméně pravidelně vrací jako host. Působí hned v několika pražských muzikálových produkcích.

### Divadlo Kalich
- Sheila – Vlasy[2] (2019), režie Šimon Caban

### Divadlo Hybernia
- Amélie – Doktor Ox[3] (2018), režie Zdeněk Zelenka
- Charity – Koncert The Greatest Show – Live in Concert (2019)
- Jane – Tarzan[4] (2019), režie Libor Vaculík

### Kongresové centrum Praha
- Apollo Girl – Rocky[5] (2017), režie Christopher Drewitz
- Leontýnka – Ať žijí duchové[6] (2016), režie Antonín Procházka
- Sophie – Mamma mia![7] (2014), režie Antonín Procházka

### Divadlo Klatovy
- Mam´zelle Nitouche – Mam´zelle Nitouche[8] (2015), režie Tomáš Javorský

### Divadlo Na Jezerce v Praze
- Kateřina – Já, Francois Villon[9] (2012), režie Radek Balaš

### Divadlo Josefa Kajetána Tyla v Plzni
Během svého angažmá v DJKT v letech 2011–2016 nastudovala mnoho muzikálových rolí, převážně v hlavní roli. Kromě toho účinkovala v roce 2014 ve dvou koncertech místního souboru operety a muzikálu: Kabaret svět – Svět kabaret a Sólisté představují…své hudební lásky (oba byly v režii Romana Meluzína).
- Pam Lukowská – Donaha! (2018), režie Dalibor Gondík
- Bonnie Parker – Bonnie a Clyde (2016), režie Roman Meluzín
- Reno Sweeney – Děj se co děj – Anything Goes (2015), režie Roman Meluzín
- Wendla Bergmanová – Probuzení jara (2015), režie Roman Meluzín
- Irena Molloyová – Hello Dolly (2015), režie Tomáš Juřička
- Dželína, Sličná kost – Kočky (2014), režie Roman Meluzín
- Sugar – Sugar (2014), režie Ondřej Lážnovský
- Jezerní dáma – Monty Python's Spamalot (2014), režie Roman Meluzín
- Uvaděčka a další – Producenti (2014), režie Roman Meluzín
- Ariel – Footloose aneb Tanec není zločin (2013), režie Roman Meluzín
- Christine Colgate – Prodavači snů – Dirty Rotten Scoundrels (2012), režie Roman Meluzín
- Dolores – Růže z Argentiny (2012), režie Martin Pacek
- Vypravěčka – Adéla ještě nevečeřela (2012), režie Radek Balaš
- Guilletta – Nine (2012), režie Roman Meluzín
- Alena – Noc na Karlštejně (2011), režie Petr Palouš
- Company – Monty Python's Spamalot (2011), režie Roman Meluzín
- Piraňa – Peronova milenka – Evita (2011), režie Roman Meluzín

## Film
- Mary Gerdenová – Clarimonda[11][12] (2016), režie Julia Berezhnaya
- Tanečnice – Sněžný drak (2012), režie Eugen Sokolovský ml.

Petra Vraspírová také pravidelně natáčí rozhlasové i televizní reklamy a v neposlední řadě se věnuje dabingu.

## Televizní seriály
- Jiřina Sehnalová – Tátové na tahu[13] (2018), režie Jiří Chlumský, Martin Knopp
- Dana Rubenská – Polda[14] (2017), režie Jaroslav Fuit
- Blondýnka – Policie Modrava (2013), režie Jaroslav Soukup
- Sekretářka – Cirkus Bukowsky (2013), režie Jan Pachl

## CD, single
V roce 2012 natočila CD s písněmi z inscenace Já, Francois Villon (autoři hudby: Ondřej Brzobohatý, Jiří Hubač, Pavel Vrba). Podílela se na přípravě CD k muzikálu Vlasy, který měl premiéru v lednu 2019 v Divadle Kalich.
Natočila single „Every day“ s Patricia & Iary D pod nickem Eila, který se umístil na prvních příčkách německé MTV.

## Ocenění
V roce 2005 se umístila na prvním místě v soutěži Yamaha Show v kategorii Pop zpěv. V roce 2015 obdržela Cenu ředitele divadla DJKT v Plzni za mimořádný herecký výkon do 30 let za roli Wendly v inscenaci Probuzení jara.

## Osobní život
Jejím manželem je herec Roman Vojtek. 16. července 2020 oznámila s manželem, že čekají potomka.[zdroj?] 24.11.2020 se narodil syn Nathaniel a 16.12.2023 se narodil druhý syn Vincent. 